# جامعة آيندهوفن للتكنولوجيا
جامعة أيندهوفن للتكنولوجيا (بالهولندية: Technische Universiteit Eindhoven) هي جامعة متخصصة في تعليم التكنولوجيا تقع في مدينة أيندهوفن في هولندا. وهي الثانية من نوعها في هولندا، وسبقتها في الوجود جامعة دلفت للتكنولوجيا. كانت تسمى حتى عام 1980 بكلية أيندهوفن للتكنولوجيا.
تأسست الجامعة في سنة 1956 من قبل الحكومة الهولندية، وكانت ثانية من نوعها بعد جامعة دلفت للتكنولوجيا. ويقع الحرم الجامعي الخاص بها وسط مدينة أيندهوفن، شمال محطة القطارات الرئيسية. يوجد بها حوالي 240 أستاذ و7200 طالب و600 حامل للدكتوراه. وتصدر سنويا ما يقرب من 3000 منشور علمي وتمنح 140 درجة دكتوراه و40 براءة اختراع.